# Elizabeth (New Jersey)
Pour les articles homonymes, voir Élisabeth.
Elizabeth est une ville américaine de l'État du New Jersey, située dans le comté d'Union, dont elle est le siège. Au recensement de 2020, la ville compte 137 298 habitants, ce qui en fait la quatrième ville la plus peuplée de l'État. 
En 2008, Elizabeth est citée dans le magazine américain Popular Science comme étant « l'une des 50 villes les plus vertes d'Amérique » ; c'est la seule ville du New Jersey qui soit présente dans la liste.

## Géographie
La municipalité couvre une superficie totale de 34,9 km2, dont 8,51 % de surface aquatique, dans la banlieue sud-ouest de New York. Son centre est situé à environ 20 km de Manhattan.

## Histoire
Elizabeth est fondée en 1665 par des colons britanniques et s'appelle à l'origine Elizabethtown. Ce nom n'est pas donné en référence à la reine Elizabeth I, mais en l'honneur de l'épouse du vice-amiral Sir George Carteret, l'un des deux propriétaires initiaux de la colonie du New Jersey.
La ville tient lieu initialement de capitale de l'État. Pendant la Révolution américaine, elle est l'objet de nombreuses attaques de la part des forces britanniques basées à Manhattan et à Staten Island.
Les autorités de l'État confèrent à la ville le statut de City en 1855, en fusionnant le Borough d'Elizabeth (fondé en 1740) et le Township d'Elizabeth (fondé en 1693) pour n'en plus faire qu'une seule entité. Le 19 mars 1857, la ville est intégrée au nouveau comté d'Union.

## Démographie
D'après les chiffres du recensement de 2010, la ville compte 124 969 habitants répartis en 41 596 foyers et 29 335 familles. La répartition ethnique se fait pour l'essentiel entre Blancs à 54,6 % et Noirs à 21,1 % ; par ailleurs, 59,5 % des habitants se déclarent hispaniques ou latinos.

## Organisation

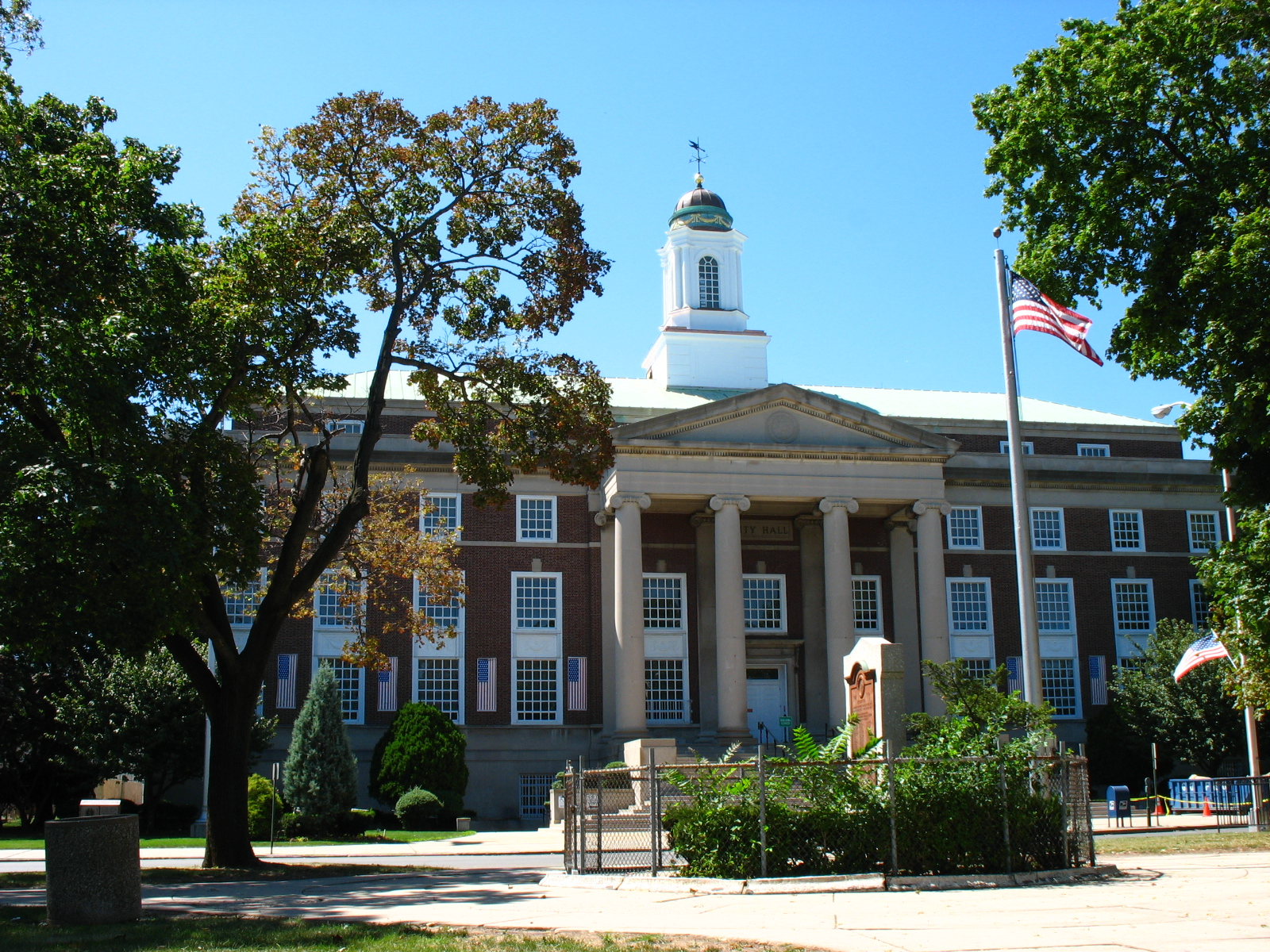
Hôtel de ville d'Elizabeth.

Elle est administrée par un maire et un conseil municipal de neuf membres. En 2012, le maire J.Christian Bollwage sert son quatrième mandat.
Elizabeth se divise en plusieurs quartiers :
- Midtown, le quartier commercial le plus actif, contient également quelques monuments historiques.
- Bayway jouxte la ville de Linden au sud.
- DownTown (également connu sous le nom de The Port, ou E-Port), la partie la plus ancienne de la ville et qui offre l'architecture la plus variée, a été considérablement rénovée et rendue plus attirante grâce à différentes politiques de réhabilitation du centre-ville.
- Elmora, à l'ouest de la ville, propose de nombreux restaurants et boutiques. La communauté juive y est très présente, ainsi que des colombiens.
- Frog Hollow, petite communauré résidentielle abritant notamment une statue de l'ancien maire Mack sur Elizabeth Avenue.
- Keighry Head, proche de Midtown et abritant de nombreuses familles d'origine irlandaise.
- North Elizabeth (également connu sous le nom de The North End), quartier populaire proche des grands axes de transport vers New York et Newark.
- Peterstown (également connu sous le nom de The Burg), un quartier populaire du sud-est, autrefois connue pour sa large population d'origine italienne. C'est le quartier où s'est développée la célèbre famille mafieuse DeCavalcante.
- The Point, autour de New Point Road et non loin de Midtown.
- Westminster, une zone résidentielle.

## Économie

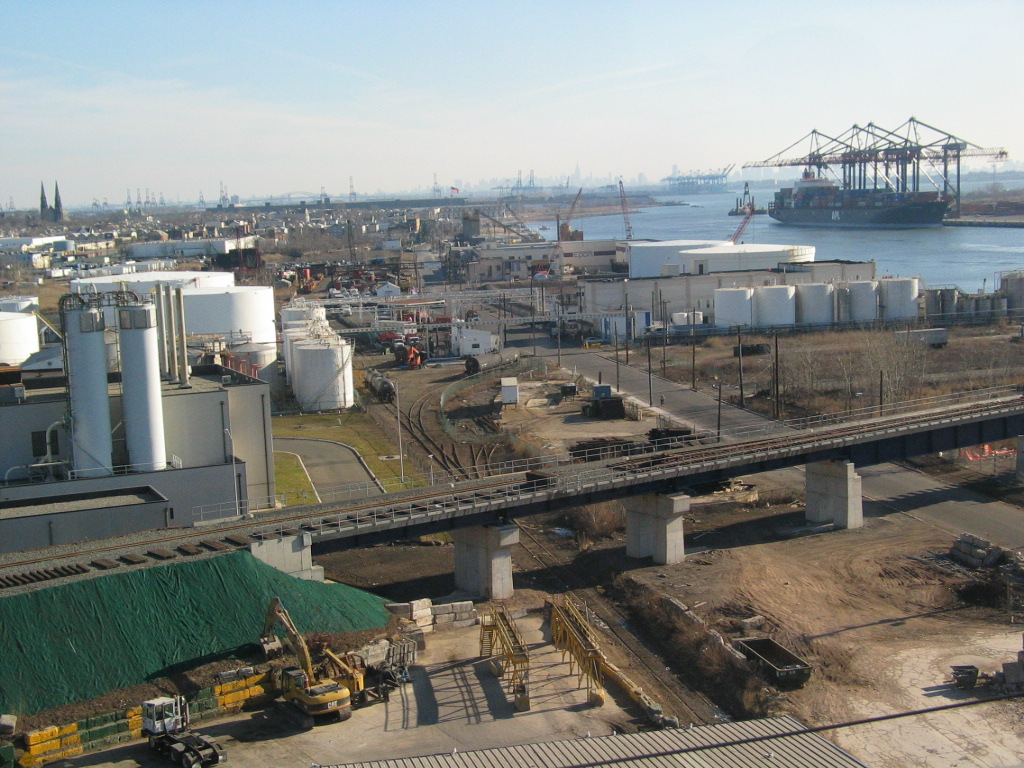
Zone industrielle à l'est d'Elizabeth.

La première grande industrie à s'implanter à Elizabeth est la société de machines à coudre Singer, qui emploie jusqu'à 2 000 personnes. L'industrie automobile s'installe à la fin du XIXe siècle, ainsi que l'industrie navale avec la société Electric Boat Company qui produit des sous-marins pour la marine américaine, le premier étant l'USS Holland en 1897.
La ville se développe en parallèle avec celle de Newark, mais elle parvient mieux à maintenir une population de classe moyenne, et réussit à échapper aux émeutes urbaines des années 1960.
À la suite de la Seconde Guerre mondiale, Elizabeth voit se développer l'industrie liée aux transports : le terminal maritime de Port Newark-Elizabeth (en) est l'un des ports marchands les plus actifs au monde, tout comme l'est l'aéroport international Liberty de Newark ; chacune de ces deux entités est en partie située sur le périmètre de la ville.
La raffinerie de Bayway, liée à la société ConocoPhillips, contribue à alimenter toute la zone de New York et du New Jersey en produits pétroliers, à raison de 230 000 barils par jour.
La zone industrielle et commerciale d'Elizabeth offre des avantages (notamment fiscaux) aux entreprises qui s'y installent, et bénéficie du plus fort taux d'implantation de l'État avec près de 1 000 sociétés enregistrées.

## Personnalités liées à la ville
- Florence P. Dwyer, femme politique du parti républicain[4].
- William F. Halsey (1882 - 1959), amiral de la Seconde Guerre mondiale ayant servi sur le front du Pacifique

- William Martin tireur sportif américain. 1 médaille d'or au jeux olympiques.
- Jimmy Yacabonis (1992-), joueur américain de baseball.

## Jumelages
- Ribera (Italie)
- Kitami (Japon)

## Source
- (en) Cet article est partiellement ou en totalité issu de l’article de Wikipédia en anglais intitulé « Elizabeth, New Jersey » (voir la liste des auteurs).

1. ↑  Elizabeth Svoboda, "America's 50 Greenest Cities", Popular Science, 8 février 2008.
2. ↑  Chiffres du Bureau américain du recensement pour 2010
3. ↑  Les chiffres peuvent dépasser 100 %, car certaines personnes déclarent appartenir à plusieurs groupes à la fois : par exemple, noir et latino.
4. ↑  (en) Maxine N. Lurie et Marc Mappen, Encyclopedia of New Jersey, Rutgers University Press, 2004 (ISBN 0-8135-3651-0, 978-0-8135-3651-4 et 978-1-78034-122-4, OCLC 57590112, lire en ligne), p. 227